# Paula Wessely
Paula Anna Maria Wessely (20 de enero de 1907 - 11 de mayo de 2000) fue una actriz teatral y cinematográfica austriaca. Conocida como Die Wessely (literalmente "La Wessely") por sus admiradores, fue la más popular actriz austriaca de la posguerra.

## Biografía
Nacida en Viena, Austria Hungría, su padre era el carnicero Carl Wessely, hermano menor de la actriz del Burgtheater Josephine Wessely (1860–1887). Siguiendo los pasos de su adorada tía, Wessely se preparó para iniciar una carrera artística. A partir de 1922 estudió en la Universidad de Música y Arte Dramático de Viena y más adelante en el Seminario Max Reinhardt, debutando como actriz en 1924 en el Volkstheater (Viena), haciendo posteriormente varios papeles menores en el repertorio del teatro de género boulevard, actuando así mismo en el Teatro Raimund.
Su carrera avanzaba, y en 1926 se hizo miembro de la Ópera Estatal de Praga, donde ella y su futuro marido, Attila Hörbiger (1896–1987), actuaron en Les Nouveaux Messieurs de Robert de Flers y Francis de Croisset. En 1927 volvió al Volkstheater, actuando en la pieza de Henrik Ibsen La dama del mar y en la de Frank Wedekind Frühlings Erwachen. Tras serle negado en 1929 el papel de Jenny en La ópera de los tres centavos, de Bertolt Brecht, se pasó a la compañía del Theater in der Josefstadt bajo la dirección de Max Reinhardt. Solicitando papeles de importancia, actuó en Der Gemeine, de Felix Salten, junto a Attila Hörbiger y Hans Moser. Con el apoyo de Reinhardt, Wessely trabajó en la obra de Friedrich Schiller Intriga y amor en el Festival de Salzburgo de 1930, y en 1932 en la pieza de Gerhart Hauptmann Rose Bernd, con dirección de Karlheinz Martin en el Deutsches Theater de Berlín, siendo aclamada por el público y por críticos como Alfred Kerr y colegas como Werner Krauss. El 23 de diciembre de 1932, tras seguir lecciones de canto, interpretó el papel principal en el estreno del singspiel de Fritz Kreisler Sissy, llevado a cabo en el Theater an der Wien. Desde 1933 hasta 1938 actuó nuevamente en el Festival de Salzburgo encarnando a Gretchen en el Fausto de Goethe junto a Ewald Balser. En 1936 actuó por vez primera en el Burgtheater representando la obra de George Bernard Shaw Santa Juana.
Wessely, no muy fotogénica, no participó en la adaptación al cine que Max Ophüls rodó en 1933 de la pieza de Arthur Schnitzler Liebelei, a pesar de que ella había sido Christine en la puesta en escena llevada a cabo en el Theater in der Josefstadt, obteniendo el papel en la película Magda Schneider. Su primer papel de importancia en el cine fue el de Leopoldine Dur en la cinta de 1934 Maskerade, dirigida por Willi Forst, y en la cual actuaba Anton Walbrook. Otra de sus películas destacadas fue Episode, de Walter Reisch, por la cual fue premiada con la Copa Volpi a la mejor actriz en el Festival Internacional de Cine de Venecia de 1935, y que hizo de ella una estrella. En 1938 dio voz a Blancanieves en la primera versión doblada al alemán del film de Walt Disney Snow White and the Seven Dwarfs. Inmediatamente prohibida por las autoridades Nazis tras el Anschluss de ese mismo año, esta versión se reestrenó en 1948 en Austria y en 1950 en Alemania Occidental. 
Al igual que su cuñado Paul Hörbiger, Wessely había aclamado públicamente el Anschluss, tras lo cual continuo sin problemas su carrera teatral y cinematográfica. Su actuación más célebre fue la que llevó a cabo en el film de propaganda nazi antipolaca Heimkehr, de Gustav Ucicky, en 1941. Fuertemente criticada por los intelectuales austriacos finalizada la Segunda Guerra Mundial, ella posteriormente lamentó públicamente su participación en esa producción.
El 23 de noviembre de 1935 Wessely se casó con Attila Hörbiger en el Ayuntamiento de Viena. Tuvieron tres hijas: Elisabeth Orth (nacida en 1936), Christiane Hörbiger (1938) y Maresa Hörbiger (1945). Las tres fueron actrices, particularmente Christiane Hörbiger, que fue una de las actrices más populares del cine y la televisión austriacos y alemanes.
Aunque tras la guerra las autoridades de las Zonas de ocupación aliada en Austria le prohibieron ejercer su profesión, Wessely pudo retomar su carrera en 1945 en el Teatro State de Innsbruck haciendo su papel de Christine en Liebelei, y actuando de nuevo en el Theater in der Josefstadt el año siguiente con la pieza de Bertolt Brecht El alma buena de Szechwan. También participó en el rodaje de la adaptación de la novela de Ernst Lothar The Angel with the Trumpet en 1947. En 1957 recibió críticas por trabajar en un film homofóbico, Anders als du und ich, de Veit Harlan. Aparte de esto, ella se ocupó principalmente como actriz teatral en el Burgtheater de Viena junto a su marido, trabajando a lo largo de más de 40 años, e interpretando entre otras obras  Der Alpenkönig und der Menschenfeind y Der Diamant des Geisterkönigs (ambas de Ferdinand Raimund), Fausto, Das weite Land de Schnitzler, Der Unbestechliche (de Hugo von Hofmannsthal, con Josef Meinrad) y John Gabriel Borkman, de Ibsen. Cuando Attila Hörbiger falleció a causa de un ictus en abril de 1987, con 91 años de edad, Wessely, entonces con 80 años, se retiró del teatro.
En sus últimos años vivió prácticamente recluida en su casa de Viena y sufrió una importante depresión como consecuencia de la muerte de su amado esposo. En abril de 2000 sufrió un ataque agudo de bronquitis y hubo de ingresar en un hospital de Viena. Ella falleció el 11 de mayo de 2000, a los 93 años de edad, mientras dormía. Fue enterrada al lado de su marido en el Cementerio Grinzing de Viena.

## Selección de su filmografía
- Maskerade (1934)
- Episode (1935)
- Ernte (1936)
- Die unvollkommene Ehe (1959)

## Premios y distinciones
Festival Internacional de Cine de Venecia
| Año  | Categoría                    | Película | Resultado |
| ---- | ---------------------------- | -------- | --------- |
| 1935 | Copa Volpi a la mejor actriz | Episodio | Ganadora  |